# TMG (programspråk)
TMG är en kompilator-kompilator skapad av Robert M. McClure som presenterades 1968 och implementerades av Douglas McIlroy. TMG användes på system som OS360 och tidig Unix. Det användes för att bygga EPL som är en tidig version av PL/I. Ken Thompson använde TMG 1970 på PDP-7 som ett verktyg för att erbjuda Fortran men det slutade med skapandet av programspråket B som var influerat av BCPL.